# Tortolita
Tortolita és una concentració de població designada pel cens dels Estats Units a l'estat d'Arizona. Segons el cens del 2000 tenia 3.740 habitants.

## Demografia
Segons el cens del 2000, Tortolita tenia 3.740 habitants, 1.332 habitatges, i 1.057 famílies La densitat de població era de 121,6 habitants/km².
Dels 1.332 habitatges en un 38,4% hi vivien nens de menys de 18 anys, en un 68,2% hi vivien parelles casades, en un 8% dones solteres, i en un 20,6% no eren unitats familiars. En el 15,4% dels habitatges hi vivien persones soles el 4% de les quals corresponia a persones de 65 anys o més que vivien soles. El nombre mitjà de persones vivint en cada habitatge era de 2,81 i el nombre mitjà de persones que vivien en cada família era de 3,15.
Per edats la població es repartia de la següent manera: un 27,6% tenia menys de 18 anys, un 6,9% entre 18 i 24, un 27,6% entre 25 i 44, un 29,7% de 45 a 60 i un 8,3% 65 anys o més.
L'edat mediana era de 39 anys. Per cada 100 dones de 18 o més anys hi havia 95,9 homes.
La renda mediana per habitatge era de 57.136 $ i la renda mediana per família de 64.573 $. Els homes tenien una renda mediana de 44.886 $ mentre que les dones 24.271 $. La renda per capita de la població era de 25.550 $. Aproximadament el 5,7% de les famílies i el 5,2% de la població estaven per davall del llindar de pobresa.

## Poblacions més a prop
El següent diagrama mostra les poblacions més a prop.